# Fusivermidae
Fusivermidae é uma família de nematóides pertencentes à ordem Monhysterida.
Género:
- Fusivermis Tchesunov, 1996